# Как устроена Вселенная
«Как устроена Вселенная» (англ. How the Universe Works) — цикл научно-популярных телепередач о Вселенной, показанных на телеканалах Discovery Channel (в 2010 году) и Discovery Science (с 2012 года). Среди участников фильма: американские учёные Л. М. Краусс, М. Каку, Э. Майнцер и другие. 
Перевод на русский язык выполнен студией «Кириллица», текст озвучен Владимиром Рыбаченко и Вячеславом Лагутиным. В России транслируется на телеканале Discovery Science по пятницам. Помимо синхронно переведённых обычным образом серий в России также выходит смонтированная версия сериала со вставками, которую якобы ведёт Фёдор Бондарчук, содержательная часть при этом оставлена без изменений (в оригинальной версии никакого ведущего нет).

## Сезоны
Список выпусков согласно IMDb:

### Первый сезон
| Выпуск # | Название                   | Режиссёр     | Дата показа         |
| -------- | -------------------------- | ------------ | ------------------- |
| 1        | «Большой взрыв (Big bang)» | Луиза Сэй    | 25 апреля 2010 года |
| 2        | «Чёрные дыры»              | Питер Чинн   | 2 мая 2010 года     |
| 3        | «Галактики»                | Луиза Сэй    | 10 мая 2010 года    |
| 4        | «Звёзды»                   | Питер Чинн   | 10 мая 2010 года    |
| 5        | «Сверхновые»               | Шон Тревисик | 17 мая 2010 года    |
| 6        | «Планеты»                  | Лорн Таунэнд | 17 мая 2010 года    |
| 7        | «Солнечные системы»        | Лорн Тауненд | 24 мая 2010 года    |
| 8        | «Спутники»                 | Шон Тревисик | 24 мая 2010 года    |

### Второй сезон
| Выпуск # | Название                                              | Режиссёр      | Дата показа          |
| -------- | ----------------------------------------------------- | ------------- | -------------------- |
| 1        | «Вулканы — очаги жизни»                               | Алекс Хёрли   | 11 июля 2012 года    |
| 2        | «Мегаштормы — ветра созидания»                        | Алекс Хёрли   | 18 июля 2012 года    |
| 3        | «Экзопланеты — планеты из ада»                        | Кейт Дарт     | 25 июля 2012 года    |
| 4        | «Мегавспышки — космические огненные бури»             | Кейт Дарт     | 1 августа 2012 года  |
| 5        | «Экстремальные орбиты — часовой механизм и созидание» | Адам Уорнер   | 8 августа 2012 года  |
| 6        | «Кометы — замерзшие странники»                        | Адам Уорнер   | 15 августа 2012 года |
| 7        | «Астероиды — миры, которых никогда не было»           | Джордж Харрис | 22 августа 2012 года |
| 8        | «Рождение Земли»                                      | Джордж Харрис | 29 августа 2012 года |

### Третий сезон
| Выпуск # | Название                             | Режиссёр   | Дата показа          |
| -------- | ------------------------------------ | ---------- | -------------------- |
| 1        | «Путешествие из центра Солнца»       | Неизвестно | 9 июля 2014 года     |
| 2        | «Конец Вселенной»                    | Неизвестно | 16 июля 2014 года    |
| 3        | «Юпитер: разрушитель или спаситель?» | Неизвестно | 23 июля 2014 года    |
| 4        | «Первая секунда Большого Взрыва»     | Неизвестно | 30 июля 2014 года    |
| 5        | «Сатурн жив?»                        | Неизвестно | 6 августа 2014 года  |
| 6        | «Оружие массового вымирания»         | Неизвестно | 13 августа 2014 года |
| 7        | «Чёрная дыра создала Млечный Путь?»  | Неизвестно | 20 августа 2014 года |
| 8        | «Наше путешествие к звёздам»         | Неизвестно | 27 августа 2014 года |
| 9        | «Поиски второй Земли»                | Неизвестно | 3 сентября 2014 года |

### Четвёртый сезон
| Выпуск # | Название                               | Режиссёр   | Дата показа          |
| -------- | -------------------------------------- | ---------- | -------------------- |
| 1        | «Как Вселенная создала ваш автомобиль» | Неизвестно | 14 июля 2015 года    |
| 2        | «Земля: зловещий близнец Венеры»       | Неизвестно | 21 июля 2015 года    |
| 3        | «Монстр чёрная дыра»                   | Неизвестно | 28 июля 2015 года    |
| 4        | «Край солнечной системы»               | Неизвестно | 4 августа 2015 года  |
| 5        | «Рассвет жизни»                        | Неизвестно | 11 августа 2015 года |
| 6        | «Тайная история Луны»                  | Неизвестно | 18 августа 2015 года |
| 7        | «Первые океаны»                        | Неизвестно | 25 августа 2015 года |
| 8        | «Силы массового строительства»         | Неизвестно | 1 сентября 2015 года |

### Пятый сезон
| Выпуск # | Название                            | Режиссёр   | Дата показа         |
| -------- | ----------------------------------- | ---------- | ------------------- |
| 1        | «Самые удивительные открытия»       | Неизвестно | 22 ноября 2016 года |
| 2        | «Тайна 9 планеты»                   | Неизвестно | 29 ноября 2016 года |
| 3        | «Черные дыры: секрет происхождения» | Неизвестно | 6 декабря 2016 года |
| 4        | «Тайная история Плутона»            | Неизвестно | 3 января 2017 года  |
| 5        | «Звезды, которые убивают»           | Неизвестно | 10 января 2017 года |
| 6        | «Гиблые места во Вселенной»         | Неизвестно | 17 января 2017 года |
| 7        | «Жизнь и смерть на Красной планете» | Неизвестно | 24 января 2017 года |
| 8        | «Загадка темной материи»            | Неизвестно | 31 января 2017 года |
| 9        | «Самые необычные планеты»           | Неизвестно | 7 февраля 2017 года |

### Шестой сезон
Вышел был показан в январе–марте 2018 года.
| Выпуск # | Название                                 | Дата показа          |
| -------- | ---------------------------------------- | -------------------- |
| 1        | "Реально ли существуют черные дыры?"     | 9 января 2018 года   |
| 2        | "Загадки двойных звездных систем"        | 16 января 2018 года  |
| 3        | "Темная история Солнечной системы"       | 23 января 2018 года  |
| 4        | "Смерть Млечного Пути"                   | 30 января 2018 года  |
| 5        | "Уран и Нептун: восход ледяных гигантов" | 6 февраля 2018 года  |
| 6        | "Тайная история Меркурия"                | 13 февраля 2018 года |
| 7        | "Загадки квазаров"                       | 20 февраля 2018 года |
| 8        | "Странная жизнь карликовых планет"       | 27 февраля 2018 года |
| 9        | "Война с астероидами"                    | 6 марта 2018 года    |
| 10       | "Тайны космического времени"             | 13 марта 2018 года   |

### Седьмой сезон
Впервые был показан в январе–марте 2019 года.
| Выпуск # | Название                          | Дата показа          |
| -------- | --------------------------------- | -------------------- |
| 1        | "Кошмары нейтронных звезд"        | 8 января 2019 года   |
| 2        | "Когда взрывается Сверхновая"     | 15 января 2019 года  |
| 3        | "Тайны межзвездного пространства" | 22 января 2019 года  |
| 4        | "Смерть Млечного Пути"            | 29 января 2019 года  |
| 5        | "Черная дыра создала нас"         | 5 февраля 2019 года  |
| 6        | "Тайные миры туманностей"         | 12 февраля 2019 года |
| 7        | "А был ли Большой Взрыв?"         | 19 февраля 2019 года |
| 8        | "Битва Темной Вселенной"          | 26 февраля 2019 года |
| 9        | "В поисках внеземной жизни"       | 5 марта 2019 года    |
| 10       | "Последние открытия Кассини"      | 12 марта 2019 года   |

### Восьмой сезон
С 2 января 2020 года с периодичностью в неделю начал выходить 8-й сезон.
| Выпуск # | Название                                 | Дата показа          |
| -------- | ---------------------------------------- | -------------------- |
| 1        | "Астероидный апокалипсис - новая угроза" | 2 января 2020 года   |
| 2        | "Путешествие НАСА к Марсу"               | 9 января 2020 года   |
| 3        | "Охота за знаками пришельцев"            | 16 января 2020 года  |
| 4        | "Смерть последних звезд"                 | 23 января 2020 года  |
| 5        | "Секреты путешествия по времени"         | 30 января 2020 года  |
| 6        | "Когда НАСА добралось до Юпитера"        | 6 февраля 2020 года  |
| 7        | "Есть ли граница у Вселенной?"           | 13 февраля 2020 года |
| 8        | "Монстры Млечного Пути"                  | 20 февраля 2020 года |
| 9        | "Смертельная орбита Земли"               | 27 февраля 2020 года |

### Девятый сезон
С 24 марта 2021 года с периодичностью в неделю начал выходить 9-й сезон.
| Выпуск # | Название                          | Дата показа         |
| -------- | --------------------------------- | ------------------- |
| 1        | "Путешествие к чёрной дыре"       | 24 марта 2021 года  |
| 2        | "Миссия к комете"                 | 31 марта 2021 года  |
| 3        | "Секреты Солнца"                  | 7 апреля 2021 года  |
| 4        | "Пришельцы из микрокосмоса"       | 14 апреля 2021 года |
| 5        | "Проклятие белого карлика"        | 21 апреля 2021 года |
| 6        | "Война галактик"                  | 28 апреля 2021 года |
| 7        | "Следующая сверхновая"            | 5 мая 2021 года     |
| 8        | "Тайная жизнь нейтрино"           | 12 мая 2021 года    |
| 9        | "Рождение чудовищных чёрных дыр"  | 19 мая 2021 года    |
| 10       | "Гравитационные волны обнаружены" | 26 мая 2021 года    |
| 11       | "Тайна чужих миров"               | 2 июня 2021 года    |

### Десятый сезон
С 6 марта 2022 года начал выходить 10-й сезон.
| Выпуск # | Название                            | Дата показа         |
| -------- | ----------------------------------- | ------------------- |
| 1        | "Тайны космической паутины"         | 6 марта 2022 года   |
| 2        | "Проклятие космических излучений"   | 13 марта 2022 года  |
| 3        | "Охота за тёмной материей"          | 21 марта 2022 года  |
| 4        | "Тёмная история Земли"              | 28 марта 2022 года  |
| 5        | "Охота за происхождением Вселенной" | 3 апреля 2022 года  |
| 6        | "Конечная миссия Вояджера"          | 10 апреля 2022 года |

### Одиннадцатый сезон
С 5 марта 2023 года начал выходить 11-й сезон.
| Выпуск # | Название                              | Дата показа        |
| -------- | ------------------------------------- | ------------------ |
| 1        | "Луны Сатурна"                        | 5 марта 2023 года  |
| 2        | "Путеводитель робота по Марсу"        | 12 марта 2023 года |
| 3        | "Самое жестокое событие во Вселенной" | 19 марта 2023 года |
| 4        | "Обратный отсчёт до катастрофы"       | 26 марта 2023 года |
| 5        | "Солнечная система. Спецвыпуск"       | 2 апреля 2023 года |